# Piper PA-47 PiperJet
Piper PA-47 PiperJet — однодвигательный лёгкий реактивный самолёт.
Разработка компании «Piper Aircraft». О проекте было объявлено в 2006 году. Первый полёт прототип совершил 30 июля 2008 года. 19 февраля 2007 года компания объявила, что получила 180 предварительных заказов. В октябре 2009 г. компания указала, что она задерживает поставки первого самолёта клиентам до середины 2013 года. PiperJet, в отличие от большинства подобных самолётов, был снабжён одним турбореактивным двигателем. Однако после смены владельца Piper было решено перепроектировать самолет в PiperJet Altaire. Несмотря на успешность технических решений при создании самолета, проект Altaire был отменен в октябре 2011 года по экономическим причинам.

## ТТХ
- Самолёт имеет длину 10,29 м,
- размах крыльев 13,49 м
- высота 5,05 м
- Масса, кг 
  - пустого снаряжённого 1415
  - максимальная взлётная 1969
- количество пассажиров: до 7
- Максимальная масса топлива, кг 553
- Тип двигателя 1 х ТРДД Williams FJ44-3AP
- Тяга, кН 1 х 12.50 (1226 кгс)
- Максимальная скорость, км/ч 705
- Максимальная крейсерская скорость, км/ч 667
- Практическая дальность, км, до 2408
- Практический потолок, м 11000